# Tiền điện tử của ngân hàng trung ương
Tiền điện tử của ngân hàng trung ương (Central Bank Digital Currency - CBDC) là hình thức kỹ thuật số của tiền định danh (một loại tiền được thiết lập dưới dạng tiền theo quy định của Chính phủ, cơ quan tiền tệ hoặc luật pháp). Tiền điện tử của ngân hàng trung ương khác với tiền ảo và tiền mã hóa, những loại tiền mà không được Nhà nước phát hành và thiếu trạng thái đấu thầu hợp pháp do Chính phủ tuyên bố.

## Lịch sử
Ngân hàng Anh là một trong những tổ chức đầu tiên khởi xướng một cuộc thảo luận toàn cầu về triển vọng giới thiệu tiền điện tử của ngân hàng trung ương. Tuy nhiên, Ngân hàng trung ương Thụy Điển là nơi sớm xem xét việc thực hiện và bắt đầu thử nghiệm các giải pháp kỹ thuật cho tiền e-krona của mình vào năm 2020.
Vào tháng 11 năm 2017, Ngân hàng trung ương Ugruquay đã tuyên bố bắt đầu một thử nghiệm để phát hành tiền Peso điện tử của Uruguay.
Vào tháng 3 năm 2019, Ngân hàng trung ương Đông Caribbean tuyên bố sẽ tham gia vào một dự án thí điểm tiền điện tử của ngân hàng trung ương với công ty FinTech có trụ sở tại Barbados.
Tại Eurozone, cựu thống đốc của Ngân hàng Tây Ban Nha Miguel Angel Fernandez Ordoñez đã kêu gọi giới thiệu đồng Euro điện tử, nhưng Ngân hàng trung ương Châu Âu (ECB) cho đến nay đã bác bỏ khả năng đó. Tuy nhiên, vào tháng 12 năm 2019, Ngân hàng trung ương Châu Âu tuyên bố rằng "Ngân hàng trung ương Châu Âu cũng sẽ tiếp tục đánh giá chi phí và lợi ích của việc phát hành một loại tiền điện tử của ngân hàng trung ương có thể đảm bảo rằng công chúng sẽ vẫn có thể sử dụng tiền điện tử của ngân hàng trung ương ngay cả khi việc sử dụng tiền mặt thực tế cuối cùng sẽ giảm ".
Ngày 6/4/2020, Ngân hàng trung ương Hàn Quốc (BoK) thông báo đã triển khai chương trình thí điểm đồng tiền điện tử do ngân hàng này phát hành.
Tháng 8/2019, Ngân hàng Nhân dân Trung Quốc (PBOC) công bố tại Diễn đàn Tài chính 40 (China Finance 40 Forum) của Trung Quốc là chuẩn bị phát hành đồng tiền điện tử riêng, tiến tới việc trở thành quốc gia phát hành đồng tiền điện tử riêng đầu tiên trên thế giới. Tháng 5/2020, Ngân hàng Nhân dân Trung Quốc đã chính thức phát hành tiền nhân dân tệ điện tử. Như vậy, Trung Quốc là nền kinh tế đầu tiên trên thế giới vận hành đồng tiền điện tử có chủ quyền.

## Cách thức hoạt động
Cũng giống như tiền điện tử thông thường, tiền điện tử của ngân hàng trung ương cũng được giao dịch dựa trên các thuật toán phức tạp. Tuy nhiên, tiền điện tử của ngân hàng trung ương sử dụng cơ sở dữ liệu được điều hành bởi ngân hàng trung ương và Chính phủ dựa trên nền tảng blockchain có thể tương tác và lập trình theo thiết kế.

## Đặc điểm
Tiền điện tử của ngân hàng trung ương được phát hành bởi ngân hàng trung ương và Chính phủ. Và nó cũng là một phần của nguồn cung tiền tại quốc gia ban hành và sử dụng đơn vị tiền tệ này. Đây là công cụ có thể dùng để thanh toán, chuyển giao và truyền tải bởi các hệ thống và dịch vụ thanh toán điện tử. Tiền điện tử của ngân hàng trung ương có tính bảo mật cao và mỗi đơn vị tiền sẽ có đặc điểm nhân dạng để ngăn chặn tiền giả. Tiền điện tử của ngân hàng trung ương sẽ gắn liền với hệ thống ngân hàng, mọi người có thể tự do chuyển tiền từ tài khoản ngân hàng của họ sang tài khoản tiền điện tử và ngược lại.

## Lợi ích và tác động
Tiền điện tử hiện đang được Chính phủ và các ngân hàng trung ương nghiên cứu và thử nghiệm để nhận ra nhiều ý nghĩa tích cực mà nó đóng góp cho sự bao gồm tài chính, tăng trưởng kinh tế, đổi mới công nghệ và tăng hiệu quả giao dịch.
Dưới đây là danh sách các lợi thế tiềm năng:
- Hiệu quả về công nghệ: 
  - Thay vì dựa vào các ngân hàng trung gian và thanh toán bù trừ, thì hệ thống sẽ hỗ trợ cho việc chuyển tiền và thanh toán phức tạp trở nên hiệu quả hơn đồng thời sẽ giúp giảm bớt số lượng giao dịch bị bỏ qua.[22]
  - Bên cạnh đó,việc này cũng cho phép việc thực hiện các giao dịch xuyên biên giới như chuyển tiền trở nên nhanh hơn và rẻ hơn.[23]
- Thúc đẩy tài chính: cho phép mọi người dân có thể mở tài khoản trực tiếp tại ngân hàng miễn phí hoặc với chi phí thấp và tài khoản tiền chắc chắn sẽ an toàn hơn bởi sự đảm bảo của ngân hàng trung ương.[23]
- Công cụ giám sát: việc phát hành tiền điện tử của ngân hàng trung ương chính là một giải pháp khả thi để theo kịp và kiểm soát tốc độ số hóa nhanh của nền kinh tế hiện nay. Mặt khác, nó cũng có thể cung cấp cho chính phủ một công cụ bổ sung để giám sát.[23]
- Ngăn chặn các hoạt động bất hợp pháp: Tiền điện tử của ngân hàng trung ương sẽ giúp ngân hàng trung ương có thể theo dõi vị trí chính xác của mọi đơn vị tiền tệ (giả sử dạng cơ sở dữ liệu tập trung hơn có thể xảy ra); theo dõi có thể được mở rộng thành tiền mặt bằng cách yêu cầu số seri tiền giấy được sử dụng trong mỗi giao dịch phải được báo cáo cho ngân hàng trung ương.[24] Theo dõi này có một vài lợi thế lớn như:
  - Giúp phát hiện tội phạm dễ dàng hơn (bằng cách quan sát hệ thống tài chính), và có thể giúp chấm dứt hoạt động này. Nếu trường hợp phạm tội xảy ra, ngân hàng có thể dễ dàng theo dõi một cách chính xác và hỗ trợ cho việc hoàn tiền lại cho nạn nhân.
  - Việc sử dụng rộng rãi tiền điện tử của ngân hàng trung ương và sự lỗi thời của tiền giấy sẽ làm cho việc tránh thuế, trốn thuế, rửa tiền và các hoạt động phi pháp khác được thực hiện một cách khó khăn hơn nhiều.
- Bảo vệ tiền như một tiện ích công cộng: các loại tiền điện tử do các ngân hàng trung ương phát hành sẽ cung cấp một giải pháp thay thế hiện đại cho tiền mặt vật chất - hiện đang lỗi thời hoặc có nguy cơ bị bãi bỏ.[25]
- An toàn của hệ thống thanh toán: Công cụ thanh toán điện tử có thể tương tác an toàn và tiêu chuẩn do ngân hàng trung ương phát hành và quản lý và được sử dụng làm công cụ thanh toán điện tử quốc gia giúp tăng niềm tin vào hệ thống tiền được kiểm soát tư nhân và tăng niềm tin vào toàn bộ hệ thống thanh toán quốc gia. Đồng thời thúc đẩy cạnh tranh trong các hệ thống thanh toán.[26][27]
- Bảo toàn thu nhập chủ quyền: việc phát hành tiền điện tử công cộng sẽ tránh được việc giảm thu nhập có chủ quyền đối với Chính phủ trong trường hợp mất tiền mặt thực tế.[28]
- Cạnh tranh ngân hàng: việc cung cấp tài khoản ngân hàng miễn phí tại ngân hàng trung ương mang lại sự an toàn hoàn toàn cho tiền gửi có thể tăng cường cạnh tranh giữa các ngân hàng để thu hút tiền gửi ngân hàng, ví dụ như bằng cách cung cấp tiền gửi một lần nữa.
- Truyền tải chính sách tiền tệ: việc phát hành tiền cơ sở ngân hàng trung ương thông qua chuyển tiền ra công chúng có thể tạo thành một kênh mới để truyền chính sách tiền tệ (tức là tiền trực thăng), cho phép kiểm soát trực tiếp hơn cung tiền hơn các công cụ gián tiếp như nới lỏng định lượng và lãi suất, và có thể dẫn đường tới một hệ thống ngân hàng dự trữ đầy đủ.[29][30][31][32][33]
- Thanh toán bán lẻ hiệu quả: Tăng cường khả năng phục hồi, tính sẵn sàng và khả năng cạnh tranh của thanh toán bán lẻ.[24]
- An toàn tài chính: tiền điện tử của ngân hàng trung ương sẽ hạn chế thực hành ngân hàng dự trữ phân đoạn và có khả năng đưa ra các chương trình bảo lãnh tiền gửi ít cần thiết hơn.[34]

## Rủi ro
Do người dân có thể mở tài khoản trực tiếp tại ngân hàng trung ương, làm giảm hoạt động của ngân hàng tiềm năng và do đó làm cho vị thế tài trợ của các ngân hàng yếu đi hoặc dẫn đến việc các ngân hàng trung ương có nguy cơ sẽ cắt giảm số lượng các ngân hàng thương mại.